# Offagna
Offagna är en ort och kommun i provinsen Ancona i regionen Marche i Italien. Kommunen hade 2 025 invånare (2018).